# 굴뚝 효과

굴뚝 효과를 모식화시켜 그린 그림

굴뚝 효과(Stack effect)란, 고층 건축물이나 굴뚝, 가스관 등에서 부력에 의해 공기가 흐르는 현상이다. 부력은 온도와 습도 차이에서 발생하는 실내와 실외의 공기 밀도 차에서 발생하며, 이것은 양 또는 음의 방향을 가지는 힘으로 나타난다. 이는 자연 환기를 돕는 방향으로 나타 날 수 있다.

## 건물에서의 굴뚝 효과
건물은 외부로부터 완전히 밀폐되어 있지 않기 때문에 건물로 침기가 발생한다. 겨울철 침기로 유입된 차가워진 공기 밀도가 높아 건물 아래쪽에 위치해있다가 난방으로 인해 다시 가열됨으로써 밀도가 낮아서 상승하는 과정을 반복하게 된다. 하루를 기준으로 보면, 낮시간 태양에 의해 건물 위쪽부터 따뜻해진 공기는 밀도가 낮아져서 건물 위쪽으로 상승한다. 건물의 틈이나 창문으로 외부에서 유입되는 차가운 공기 즉 밀도가 높은 공기도 위쪽부터 점차 따뜻해져서 밀도가 낮아서 상승한다. 그래서 건물 내부의 온도를 차갑게 유지해준다. 반대로 낮시간 건물 위쪽이 빨리 따뜻해졌지만 야간에는 냉각복사에 의해 열을 방출하여 빨리 차가워지고 밀도는 높아진다. 그래서 건물 위쪽의 차가운 공기는 건물 아래로 하강하게 된다.

## 같이 보기
- 공기조화기술
- 윈드타워